# Marco Materazzi
Marco Materazzi (Lecce, 1973. augusztus 19.) világbajnok olasz válogatott labdarúgó. Hazája válogatottjával megnyerte a 2006-os világbajnokságot, majd klubjával 2010-ben az UEFA-bajnokok ligáját.
193 centiméter magas játékos, aki alkatát jól használta ki, ennek megfelelően kemény védőjátékosként tartották számon. Későn érő labdarúgó volt, aki erőszakosan játszott és a védők között kiemelkedett góljainak viszonylag nagy számával. Beceneve Mátrix.

## Pályafutása
Ifjúsági játékosként 1990-ben az FC Messina Peloro csapatában mutatkozott be, a következő évben a Tor di Quintóhoz igazolt, ahol 1993-ig játszott. Ekkor bemutatkozott a Marsala Calcio együttesében, 1994-ben pedig már az A.S. Trapani játékosa volt. 
Több, mint egy évre először az A.C. Perugia tudta megtartani 1995 és 1998 között. Közben 1996-ban a Carpi F.C. 1909-nél volt kölcsönben.
Hazáján kívül egyszer játszott, 1998-99-ben az Everton F.C. angol csapatban. Itt négyszer kapott piros lapot 27 mérkőzés alatt. 
Innen visszatért Perugiába. 12 gólt szerzett a 2000-2001-es szezonban, megdöntve ezzel Daniel Passarella rekordját. 2001-ben került az Interhez.

### Internazionale
A csapat 10 millió euróért vette meg a védőt. Hamarosan alapemberré vált a védősorban, és a szurkolók is megkedvelték küzdő játéka miatt. Két bajnoki címet (2006-ban és 2007-ben), két olasz kupát és két olasz szuperkupát nyert a csapattal.
A világ legjobb, legtámadóbb játékú védői közé sorolták 2006 nyarán meghosszabbította szerződését az Internél. A 2006-2007-es szezont a Serie-A legtöbb gólt (10-et) szerző védőjeként zárta.

### A válogatottban
Első mérkőzését Olaszország színeiben 2001-ben játszotta Dél-Afrika ellen. Részt vett a 2002-es vb-n, a 2004-es Eb-n és a 2006-os vb-n is. Kétszer volt csapatkapitány; 2004-ben a Finnország elleni, és 2005-ben az Izland elleni barátságos meccseken.

#### A 2006-os világbajnokság
Materazzi a világbajnokságot még a kispadon kezdte, ám Alessandro Nesta sérülése után nagy szerepet kapott. A Csehország elleni mérkőzésen Nesta cseréjeként lépett pályára, és ő szerezte a meccs első gólját egy szöglet után, fejeléssel. Gólját az előző meccsen, az Egyesült Államok ellen kiállított Daniele De Rossi-nak ajánlotta. Ausztrália ellen, a nyolcaddöntőben őt is kiállították, és nem játszhatott Ukrajna ellen.
Viszont játszott a döntőben Franciaország ellen. Zinédine Zidane 7. percben, büntetőből rúgott góljára ő válaszolt egy fejes-góllal a 19. percben. A hosszabbítás 110. percében Zidane mellen fejelte. A franciát kiállították és 7500 svájci frank büntetést kapott, de mivel később kiderült, hogy az olasz feltehetően hergelte, rá is kiszabtak 5000 frankot. Materazzi sokáig elhallgatott arról, mit is mondott valójában Zidane-nak, végül bevallotta, hogy valóban a nővérét "hozta szóba" azon az estén.
A tizenegyespárbajt Olaszország nyerte 5-3-ra (Materazzi is értékesítette a saját tizenegyesét), és ezzel ők nyerték meg a 2006-os világbajnokságot. Materazzi két szerzett góljával Luca Toni mellett a csapat legjobb góllövője lett.

## Személyes információk
- Teste tele van különböző tetoválásokkal. Alkarján például a LION és az XIX VIII MCMLXXIII láthatóak: ezek a csillagjegye és a születési dátuma római számokkal. A vb-trófeát is magán hordja, a combjára tetováltatta a világbajnokság után.
- Édesapja Giuseppe Materazzi, aki a Pisa Calcio, S.S. Lazio, AS Bari, Calcio Padova, Brescia Calcio, Piacenza Calcio, Sporting Clube de Portugal és a Tianjin Teda edzője is volt.
- Felesége Daniela, és 3 gyermekük van: Gianmarco és Davide, valamint Anna.
- Gyerekként az SS Lazio szurkolója volt.

## Sikerei, díjai

### Inter
- Serie A: 2005–06[a 1], 2006–07[a 2], 2007–08, 2008–09, 2009–10

- Olasz kupa: 2004–05, 2005–06, 2009–10, 2010–11

### Válogatott
Olaszország
- Világbajnokság: 2006

### Egyéni
- Serie A – az év védője:2007
- ESM – az év csapata:2006–07
- FIFPro World XI – jelölt 2006, 2007

### Edzőként
- Indiai Szuperliga:2015

1. ↑  2006-ban kirobbant budabotrány után odaítélt bajnoki cím.
2. ↑  A Juventus a Serie B-ben szerepelt.